# Distribució de quasiprobabilitat de Wigner

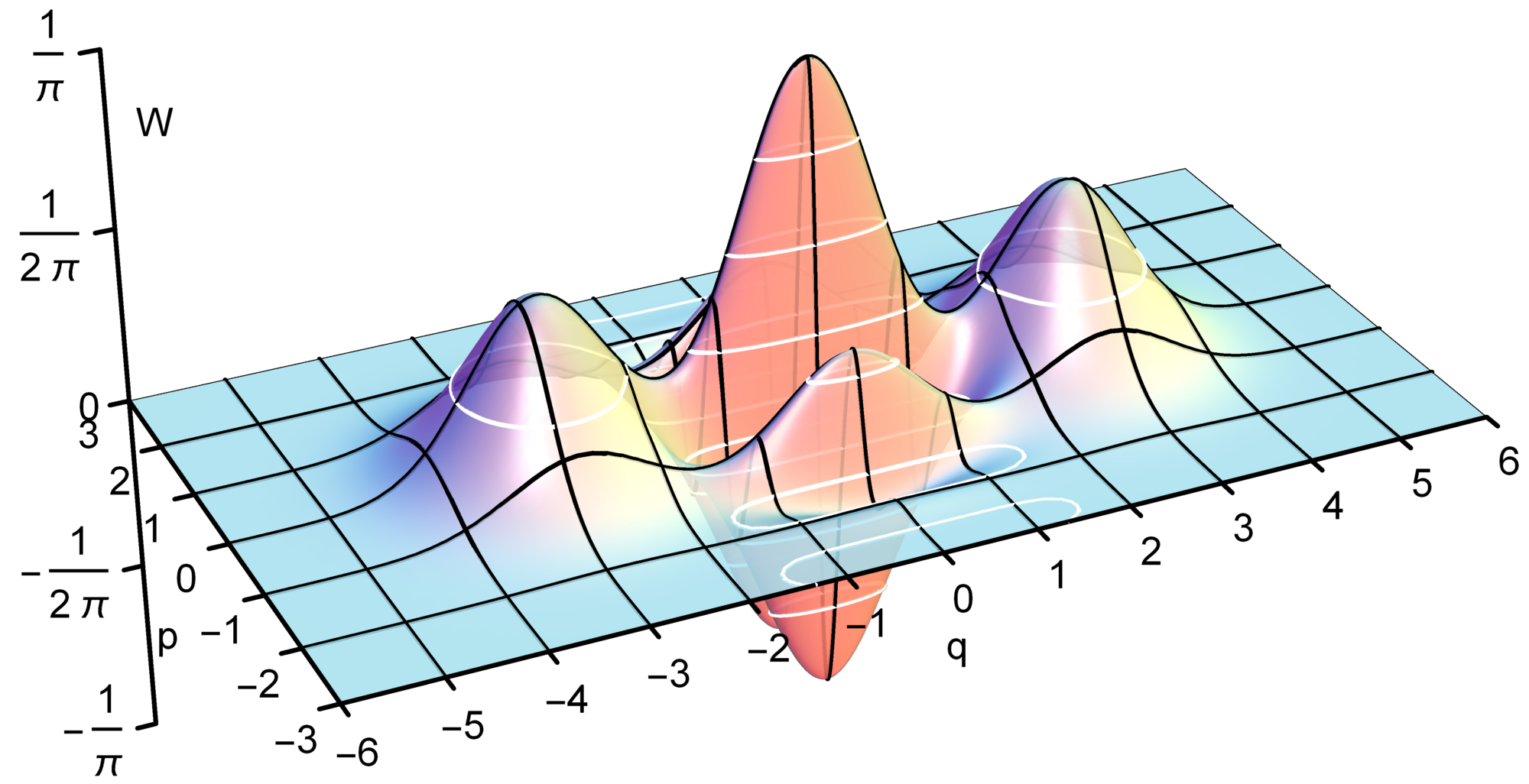
Funció Wigner de l'anomenat estat de gat.

La distribució de quasiprobabilitat de Wigner (també anomenada funció de Wigner o distribució de Wigner–Ville, anomenat segons Eugene Wigner i Jean-André Ville) és una distribució de quasiprobabilitat. Va ser introduït per Eugene Wigner el 1932 per estudiar les correccions quàntiques a la mecànica estadística clàssica. L'objectiu era enllaçar la funció d'ona que apareix a l'equació de Schrödinger amb una distribució de probabilitat a l'espai de fases.

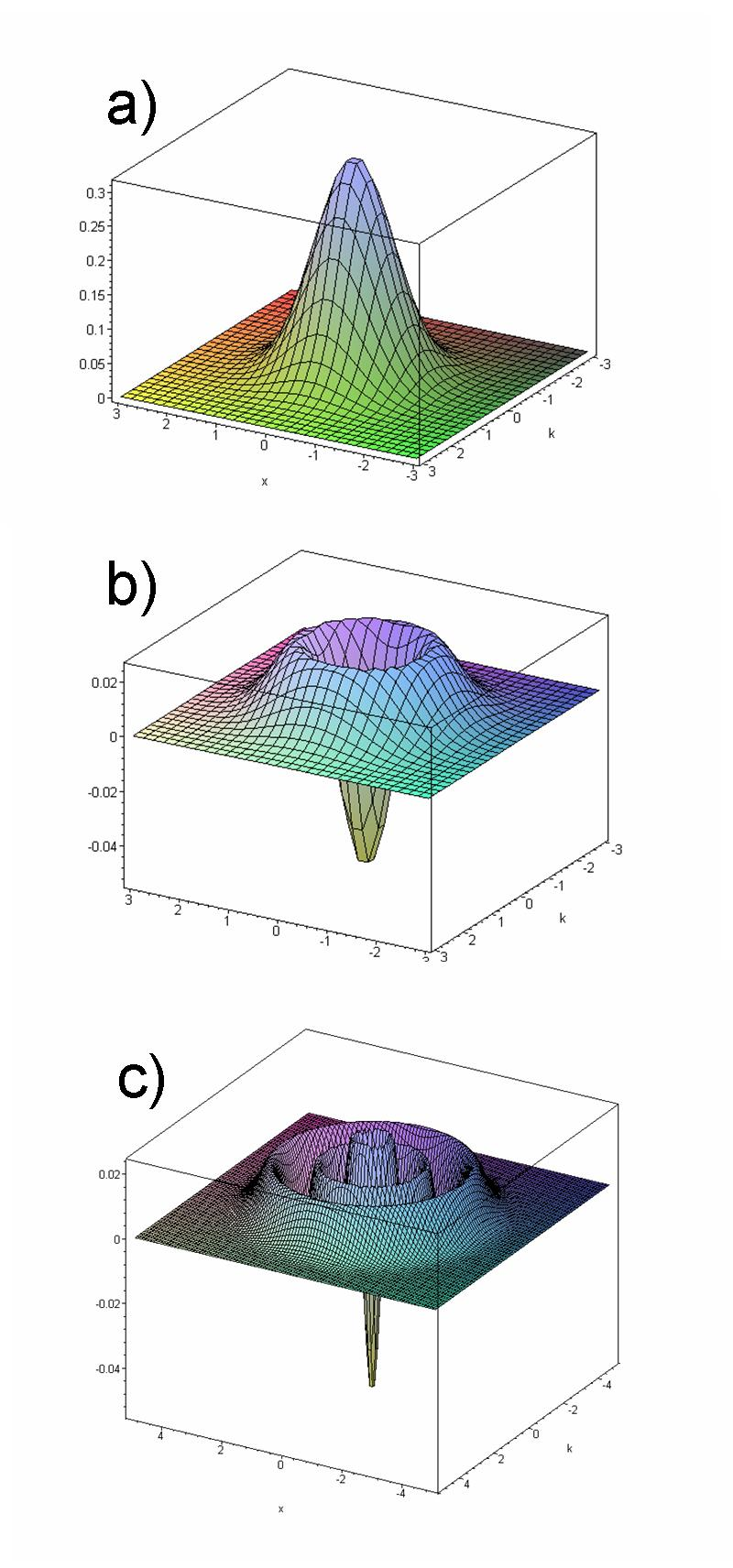
La distribució de quasiprobabilitat de Wigner per a diferents estats propis d'energia de l'oscil·lador harmònic quàntic: a) n = 0 (estat fonamental), b) n = 1, c) n = 5.

És una funció generadora per a totes les funcions d'autocorrelació espacial d'una funció d'ona mecànica quàntica donada ψ(x). Així, mapeja sobre la matriu de densitat quàntica en el mapa entre les funcions reals de l'espai de fases i els operadors hermitians introduït per Hermann Weyl el 1927, en un context relacionat amb la teoria de la representació en matemàtiques (vegeu quantització de Weyl). En efecte, és la transformada de Wigner-Weyl de la matriu de densitat, per tant la realització d'aquest operador a l'espai de fases. Més tard va ser rederivat per Jean Ville l'any 1948 com una representació quadràtica (en senyal) de l'energia local de temps-freqüència d'un senyal, efectivament un espectrograma.
L'any 1949, José Enrique Moyal, que l'havia derivat independentment, la va reconèixer com la funcional generadora de moments quàntics, i, per tant, com la base d'una codificació elegant de tots els valors d'expectativa quàntica i, per tant, la mecànica quàntica, en l'espai de fases (vegeu Formulació d'espai de fases). Té aplicacions en mecànica estadística, química quàntica, òptica quàntica, òptica clàssica i anàlisi de senyals en diversos camps, com ara enginyeria elèctrica, sismologia, anàlisi temps-freqüència per a senyals musicals, espectrogrames en biologia i processament de la parla i disseny de motors.
Una partícula clàssica té una posició i un moment definits i, per tant, està representada per un punt en l'espai de fases. Donada una col·lecció (conjunt) de partícules, la probabilitat de trobar una partícula en una determinada posició de l'espai de fase s'especifica mitjançant una distribució de probabilitat, la densitat de Liouville. Aquesta interpretació estricta falla per a una partícula quàntica, a causa del principi d'incertesa. En canvi, la distribució Wigner de quasiprobabilitat anterior té un paper anàleg, però no satisfà totes les propietats d'una distribució de probabilitat convencional; i, a l'inrevés, satisfà propietats de limitació no disponibles per a les distribucions clàssiques.
La distribució de Wigner P(x,p) d'un estat pur es defineix com:
{\displaystyle P(x,p)={\frac {1}{\pi \hbar }}\int _{-\infty }^{\infty }dy\,\psi ^{*}(x+y)\psi (x-y)e^{2ipy/\hbar }}

on ψ és la funció d'ona, i x i p són posició i moment, però podrien ser qualsevol parell de variables conjugades (p. ex. parts reals i imaginàries del camp elèctric o freqüència i temps d'un senyal). Tingueu en compte que pot tenir suport en x fins i tot en regions on ψ no té suport en x ("ritmes").